# Бурдинское сельское поселение
Бурдинское се́льское поселе́ние — муниципальное образование в Тукаевском районе Татарстана Российской Федерации.
Административный центр — село Бурды.

## История
Статус и границы сельского поселения установлены Законом Республики Татарстан от 31 января 2005 года № 39-ЗРТ Законом Республики Татарстан от 31 января 2005 года № 42-ЗРТ «Об установлении границ территорий и статусе муниципального образования "Тукаевский муниципальный район" и муниципальных образований в его составе».

## Население
| 2010 | 2011 | 2012 | 2013 | 2014 | 2015 | 2016 |
| ---- | ---- | ---- | ---- | ---- | ---- | ---- |
| 888  | ↗889 | ↗903 | ↗912 | ↘890 | ↘889 | ↘872 |
| 2017 | 2018 |      |      |      |      |      |
| ↘860 | ↘832 |      |      |      |      |      |

## Состав сельского поселения
| № | Населённый пункт | Тип населённого пункта       | Население |
| - | ---------------- | ---------------------------- | --------- |
| 1 | Бурды            | село, административный центр |           |
| 2 | Бурдыбаш         | деревня                      |           |
| 3 | Евлево           | деревня                      |           |